# Eberhard Martini
Eberhard Martini (* 31. Mai 1935 in Augsburg; † 29. Januar 2009 in Feldkirch, Österreich) war ein deutscher Bankmanager. Er war von 1988 bis 1998 Vorstandsvorsitzender der Bayerischen Hypotheken- und Wechselbank.

## Leben
Eberhard Martini entstammte einer alten Augsburger Textil-Unternehmerfamilie. Nach seinem Abitur und einem Industriepraktikum in Augsburg absolvierte er eine Banklehre in der Bayerischen Hypotheken- und Wechselbank (Hypo-Bank). 1957 bis 1961 studierte er Rechtswissenschaften an der Rheinischen Friedrich-Wilhelms-Universität Bonn, der Universität Innsbruck und der Ludwig-Maximilians-Universität München. Nach dem Zweiten Staatsexamen 1966 wurde er in München bei Eugen Ulmer mit der Dissertation „Rechtliche Probleme eines Immobilienzertifikats“ zum Dr. iur. promoviert. 1967 trat er in die Dienste der Hypo-Bank und war dort zunächst Rechtsreferendar. 1969 stieg er in die Leitungsebene auf und wurde 1972 schwäbischer Regional-Leiter des Kreditinstituts. 1976 wurde er Generalbevollmächtigter und übernahm 1981 die Leitung der Aktiv-/Passivsteuerung in der Münchner Zentrale.
1986 wurde er Vorstandsmitglied und 1988 Vorstandssprecher der Bayerischen Hypotheken- und Wechselbank. Er war Vorsitzender des Vorstands des Bayerischen Bankenverbandes und löste 1991 Wolfgang Röller, ehemaliger Chef der Dresdner Bank, als Präsident des Bundesverbandes deutscher Banken ab. 1998 wechselte er bei der Fusion mit der Bayerischen Vereinsbank in die neue Hypo-Vereinsbank in den Aufsichtsrat. Juristische Streitereien bei der Übernahme wegen angeblicher persönlicher Managementfehler, Untreue und Bilanzfälschung wurden gegen eine Geldauflage eingestellt; Martini trat schließlich 1999 vom Posten des Aufsichtsrats zurück. Martini hatte zahlreiche Aufsichtsratsmandate wie bei der Spaten-Franziskaner-Brauerei, dem Bankhaus Maffei oder der Textilgruppe Hof inne.
Er starb im Landeskrankenhaus Feldkirch an den Folgen eines Skiunfalls, den er in der Nähe der Talstation Steinmähderbahn bei Lech im Vorarlberg erlitten hatte.
Eberhard Martini engagierte sich für zahlreiche Sozialprojekte im Heiligen Land und war Mitglied im Deutschen Verein vom Heiligen Lande. 1970 wurde er vom Kardinal-Großmeister Eugène Kardinal Tisserant zum Ritter des Ritterordens vom Heiligen Grab zu Jerusalem ernannt und am 5. Dezember 1970 im Kölner Dom durch Lorenz Kardinal Jaeger, Großprior der deutschen Statthalterei, in den Orden investiert. 1986 erfolgte die Ernennung zum Offizier des Päpstlichen Laienordens.

## Ehrungen und Auszeichnungen
- Ritter vom Heiligen Grab (1970; Rangerhöhung zum Offizier 1986)
- Bayerischer Verdienstorden (1991)
- Staatsmedaille für besondere Verdienste um die bayerische Wirtschaft (1994)
- Verdienstkreuz I. Klasse des Verdienstordens der Bundesrepublik Deutschland (1995)